# Rybitwy (Sainte-Croix)
Pour les articles homonymes, voir Rybitwy.
Rybitwy est une localité polonaise de la gmina de Połaniec, située dans le powiat de Staszów en voïvodie de Sainte-Croix.